# Музей-квартира И. А. Бродского
Музей-квартира И. А. Бродского — мемориальный музей в здании доходного дома Мурузи на Литейном проспекте Санкт-Петербурга. Его организация была уставной целью Санкт-Петербургского Фонда создания музея Иосифа Бродского, который был основан в 1999 году друзьями поэта — Михаилом Мильчиком и Яковом Гординым.

## Структура Фонда
Фонд создания музея Иосифа Бродского является юридическим лицом, владеет частью квартиры в доме Мурузи (Санкт-Петербург, Литейный пр., д.24), где жил поэт и его родители. Фонд имеет свои печать, штамп, эмблему.
Руководители:
- Председатель совета учредителей — Мильчик Михаил Исаевич.
- Исполнительный директор — Алексеевский Антон Михайлович.

Состав учредителей Фонда:
- Арьев Андрей Юрьевич — литературовед, критик, прозаик, соредактор журнала «Звезда».
- Гордин Яков Аркадьевич — историк, публицист, соредактор журнала «Звезда».
- Кобак Александр Валерьевич — исполнительный директор Международного благотворительного фонда имени Д. С. Лихачева.
- Лейкинд Олег Леонидович — заместитель исполнительного директора Международного благотворительного фонда имени Д. С. Лихачева.
- Марголис Александр Давидович — председатель Санкт-Петербургского отделения ВООПИиК
- Романенко Александр Юрьевич — президент корпорации «Адвекс».

## История
В 1998 году Дмитрий Лихачёв, Даниил Гранин, Михаил Пиотровский, Галина Вишневская, Мстислав Ростропович, А. П. Петров, лауреаты Нобелевской премии Чеслав Милош, Вислава Шимборска. Д. Уолкотт и другие видные деятелей российской и зарубежной культуры обратились к губернатору Санкт-Петербурга В. А. Яковлеву с письмом, в котором они просили помочь в создании музея. Ответ губернатора  был положительным, но на практике не было сделано ничего.
Тем не менее, когда губернатором Санкт-Петербурга стала Валентина Матвиенко, Фонду создания музея Иосифа Бродского на средства Альфа-банка, ОАО «ТНК-ВР Менежмент» (Москва) и группы строительных компаний ЦДС(СПб) удалось выкупить четыре из пяти комнат той коммунальной квартиры, где жил Иосиф Бродский со своими родителями, на улице Пестеля, 27/Литейный проспект, 24.
В ноябре 2014 года при поддержке тогдашнего вице-губернатора Санкт-Петербурга по культуре Василий Кичеджи, компания «Терра Нова» — ЗАО «Морской фасад» пожертвовала крупную сумму, на которую был проведен ремонт аварийных перекрытий в квартире и разработан проект перепланировки и сотрудниками музея Анны Ахматовой составлена временная экспозиция.
24 мая 2015 года выкупленное пространство, принадлежащее Фонду, было открыто для посещения под лозунгом «Музей Бродского в Петербурге откроется на один день». Однако квартира так и осталась жилым помещением, а для перевода ее в статус нежилого требуется выкуп последней комнаты коммунальной квартиры или её разделение.
В 2018 году у Фонда появился Попечительский совет. Его возглавляет Максим Левченко, бизнесмен и управляющий партнер FortGroup, которым в том же году для расширения культурного пространства была выкуплена квартира, примыкающая к комнатам Бродского. При этом, невыкупленную комнату коммуналки отделили от музея временной перегородкой.
Техническое открытие музея-квартиры, получившего название «Полторы комнаты», состоялось 25 января 2020 года, с февраля — экскурсии в тестовом режиме, официальное открытие — в мае 2020 года. Архитектурное решение музея-квартиры разработал Александр Бродский, куратором постоянной экспозиции выступила Анна Наринская.

## Деятельность Фонда
С 2012 года Фонд активно занимается культурно-просветительской деятельностью по популяризации творчества Иосифа Бродского. Помимо разнообразных творческих встреч, концертов, спектаклей, демонстрации фильмов, посвященных Иосифу Бродскому, было:
- оказано содействие в съемках художественного фильма «Сентиментальное путешествие с Иосифом Бродским»;
- организована передвижная фотовыставка «Иосиф Бродский: страницы прожитой жизни», которая была показана в Санкт-Петербурге, Архангельске, Коноше, Нижнем Новгороде, Самаре и Ижевске;
- проведен Нобелевский концерт в Эрмитажном театре, посвященный 25-летию со дня получения Иосифом Бродским Нобелевской премии по литературе[5], 2013 год;
- устроена мультимедийная выставка «Полторы комнаты» на Малой Садовой улице[6] в Санкт-Петербурге и Москве[7], 2013 год;
- проведен первый Поэтический конкурс имени Иосифа Бродского «Критерии свободы»[8], 2014 год;
- выкуплен дом в деревне Норинской Коношского района Архангельской области, где организован музей крестьянского быта (2013 год);
- оказана помощь в реставрации дома Пестеревых в деревне Норинской, где Бродский жил в ссылке (1964—1965 гг.), и в создании там музейной экспозиции (2015 год);
- изданы открытки, посвященные Иосифу Бродскому;
- В марте 2017 года Фондом запущен лекторий «Часть речи», в рамках которого в Полутора комнатах в доме Мурузи ежемесячно проходят лекции о литературе, философии и искусстве. С лекциями выступали Яков Гордин, Константин Азадовский, Андрей Арьев;
- 10 декабря 2017 года проведена конференция, приуроченная к 30-летию вручения Бродскому Нобелевской премии по литературе[9], концерт в Эрмитажном театре[10], фотовыставка "Полторы комнаты Иосифа Бродского"[11][12]

### Видео
- Больше единицы. Бродский, 1 серия (100ТВ) // Александр Слободской. 29 сентября 2016 г. (О ленинградском периоде творчества Иосифа Бродского вспоминают его близкие друзья: Константин Азадовский, Яков Гордин, Эра Коробова, Татьяна Никольская, Михаил Мильчик и др. Они собрались в коммунальной квартире, в которой Бродские занимали известные теперь «полторы комнаты», где жил поэт со своими родителями. В фильме использованы фотографии и рукописи И. Бродского из частных архивов. Автор сценария А. Соснов, режиссер А. Слободской)
- Больше единицы. Бродский, 2 серия (100ТВ) // Александр Слободской. 29 сентября 2016 г.
- В квартире Бродского. Михаил Мильчик, Яков Гордин и Елена Якович // Maksim Duńczyk. 4 апреля 2017 г.
- М. И. Мильчик. Вступительное слово на конференции «К 30-летию вручения Нобелевской премии поэту Иосифу Бродскому» (10 декабря 2017) // Фонд создания музея И. Бродского. 15 января 2018 г.
- Михаил Мильчик об Иосифе Бродском и Полутора комнатах // Бродский Онлайн. 26 марта 2020 г.